# Hans Henning von Cossel
Hans Henning von Cossel (1899- 1997) foi adido cultural da embaixada da Alemanha no Rio de Janeiro e líder - Landesgruppenleiter - da célula do NSDAP no Brasil, a qual contava com o maior número de filiados (2.822) das agremiações internacionais do partido. Cossel também foi editor do jornal "Deutscher Morgen", que circulou no País entre 1932 e 1940.